# Crève Coeur
Crève Coeur är en ort i Mauritius.   Den ligger i distriktet Pamplemousses, i den västra delen av landet, 7 km sydost om huvudstaden Port Louis. Crève Coeur ligger 467 meter över havet och antalet invånare är 3 097. Den ligger på ön Mauritius.
Terrängen runt Crève Coeur är kuperad åt nordost, men åt sydväst är den platt. Crève Coeur ligger uppe på en höjd. Runt Crève Coeur är det tätbefolkat, med 476 invånare per kvadratkilometer. Närmaste större samhälle är Port Louis, 6,9 km nordväst om Crève Coeur. I omgivningarna runt Crève Coeur växer i huvudsak städsegrön lövskog.